# أغاف أبيض الأوبار
أغاف أبيض الأوبار (الاسم العلمي:Agave albopilosa) هو نوع من النباتات يتبع جنس الأغاف من الفصيلة الهليونية.